# Sublimity
Sublimity es una ciudad ubicada en el condado de Marion en el estado estadounidense de Oregón. En el año 2000 tenía una población de 2,148 habitantes y una densidad poblacional de 873 personas por km².

## Geografía
Sublimity se encuentra ubicada en las coordenadas 44°49′47″N 122°47′34″O / 44.82972, -122.79278.

## Demografía
Según la Oficina del Censo en 2000 los ingresos medios por hogar en la localidad eran de $49,034 y los ingresos medios por familia eran $55,921. Los hombres tenían unos ingresos medios de $42,734 frente a los $25,924 para las mujeres. La renta per cápita para la localidad era de $18,646. Alrededor del 7.5% de la población estaban por debajo del umbral de pobreza.